# Меглено-влашки језик
Меглено-влашки језик или меглено-румунски (vlaheshte) је матерњи језик Мегленских Влаха и припада групи источноромаских језика. Најсроднији овом језику је цинцарски (армански) језик. Језик се говори у неколико села у Мегленској области у Грчкој и у Северној Македонији, одакле и потиче. Али има говорника и у Турској и Румунији. Ово је један од угрожених језика, којима прети изумирање, поготову што се Мегленски Власи и даље асимилују у већинске народе са којима живе: Грке, Македонце, Румуне и Турке.